# Аавик, Йоханнес
Йоханнес Аавик (эст. Johannes Aavik; 8 декабря 1880, волость Лаймяла, остров Сааремаа, Российская империя — 18 марта 1973, Стокгольм) — эстонский лингвист, реформатор эстонского языка.

## Биография

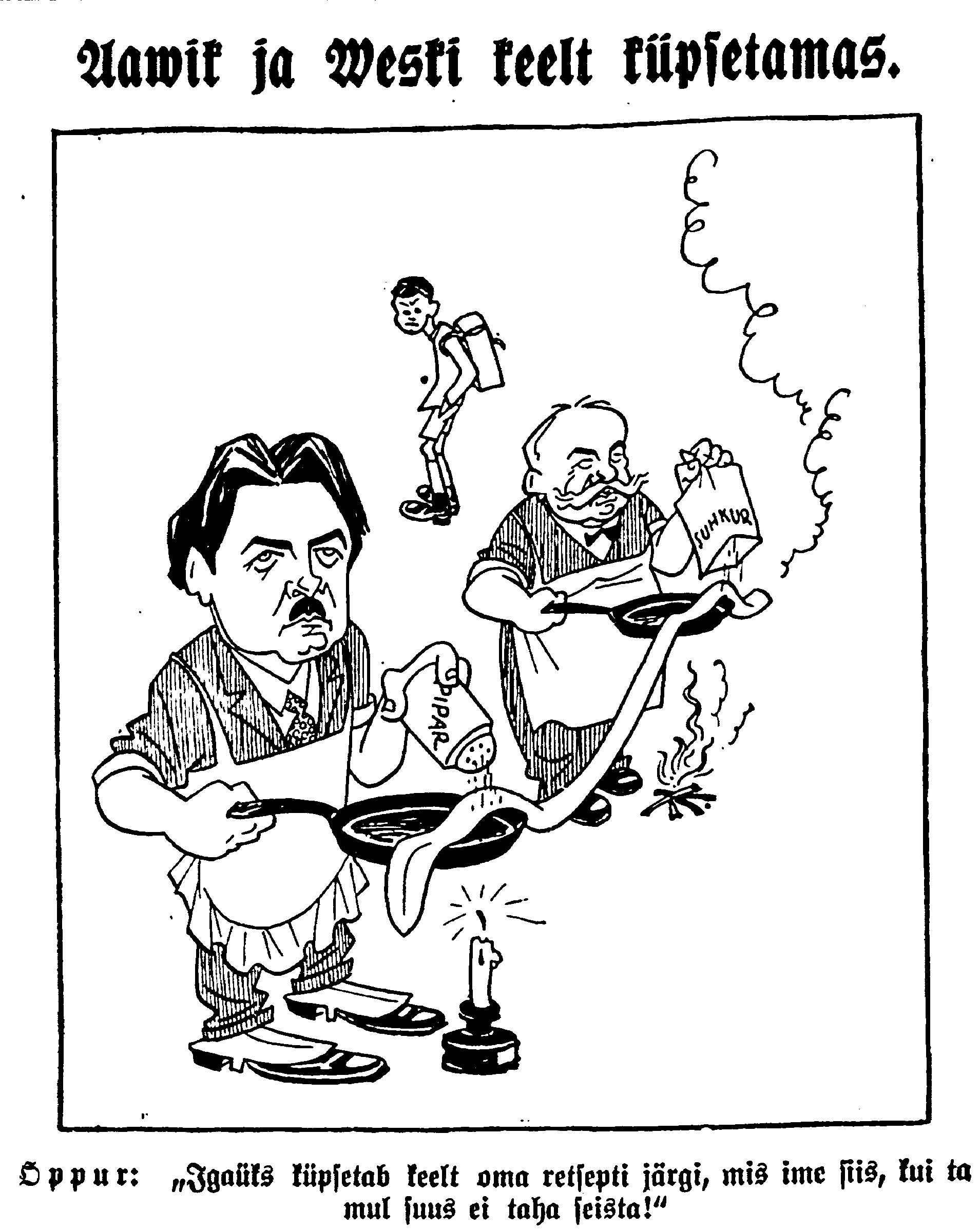
Аавик и Вески запекают язык. Ученик на заднем плане: «Каждый печёт язык по своему рецепту, неудивительно, что я не хочу держать его во рту» («язык» и «язык» — в эстонском одно и то же слово) Карикатура Гори, Ваба Маа, 20 февраля 1936 г.

В 1902 году закончил немецкоязычную гимназию в Курессааре. В 1902—1903 годах учился в Юрьевском университете. В 1903—1905 годах обучается в Нежинском историко-филологическом институте, в 1910 году поступил в докторантуру университета Хельсинки. Был членом организации «Молодая Эстония».
После обретения независимости Эстонии преподавал в Тартуском университете в период с 1926 по 1933 год. В 1934 году был назначен инспектором народных училищ.
Аавик стал автором уникального эксперимента по радикальному обновлению эстонского языка, который коснулся даже его грамматической основы. Он разработал упрощённую структуру предложений в эстонском языке, а также предложил ряд новых корней слов, которые заимствовал из эстонских и финских диалектов, исходя из ассоциативности звуков и смысловых значений. Вместе с поэтом и переводчиком Виллемом Ридалой сумел внедрить в современный эстонский язык свыше 300 новых слов. К числу наиболее широко используемых грамматических изобретений Аавика относится, например, краткая форма превосходной степени имён прилагательных.
В 1944 году, после включения Эстонии в состав СССР, эмигрировал в Швецию, где продолжил работу по реорганизации эстонского языка и издал атлас диалектов, концептуальный словарь, этимологический словарь и другие труды по этому языку.
После восстановления независимости Эстонии, на острове Сааремаа в городе Курессааре в 1992 году открыт мемориальный музей Йоханнеса Аавика.
Йоханнес Аавик вошёл в составленный в 1999 году по результатам письменного и онлайн-голосования список 100 великих деятелей Эстонии XX века.

## Публикации
- Eesti kirjakeele täiendamise abinõudest (1905)
- Ruth (1909)
- Keele kaunima kõlavuse poole // Eesti Kirjandus (1912)
- Eesti rahvusliku suurteose keel (1914)
- Eesti kirjakeelse stiili arenemise järgud // Noor-Eesti V (1915)
- Eesti luule viletsused (1915)
- Keel ja kirjandus // Sõna (1918)
- Uute sõnade sõnastik (1919)
- Uute ja vähem tuntud sõnade sõnastik (1921)
- Puudused uuemas eesti luules (1922)
- Keeleuuenduse äärmised võimalused (1924)
- Kuidas suhtuda «Kalevipojale» (1933)
- Eesti õigekeelsuse õpik ja grammatika (1936)